# Ginowan
Ginowan (宜野湾市, Ginowan-shi, Okinawaïen : Jinōn) est une ville de la préfecture d’Okinawa, au Japon, située dans la partie centrale de l’île d’Okinawa.
La ville occupe 19,80 kilomètres carrés  et compte 100 297 habitants au 31 mai 2025.
32.4 % de la surface de la ville est actuellement occupée par des installations militaires américaines. 
Satto, roi de Chūzan à la fin du XIVe siècle, est originaire de Mashiki (à l’époque Jana) à Ginowan. La ville compte de nombreux sites en relation avec Satto et sa famille:321-324. 

## Géographie

### Situation
Ginowan occupe 19,80 kilomètres carrés dans la partie centrale de l’île d’Okinawa. Elle mesure au maximum 6,1 kilomètres d’est en ouest et 5,2 kilomètres du nord au sud. 
L’hôtel de ville de Ginowan est situé à 12,4 kilomètres au nord-est de l’hôtel de ville de la capitale préfectorale Naha et 39,4 kilomètres au sud de l’hôtel de ville de Nago:1.
La ville est bordée à l’ouest par la mer de Chine orientale. La côte, très linéaire, est caractérisée par très peu de baies et des récifs coralliens très étendus, offrant peu de ports naturels. 
Elle est traversée par les artères principales de l’île d’Okinawa que sont les routes nationales 58 (en) et  330 (en). 

### Géographie physique et géologie
La majeure partie de la ville consiste en des collines basses, des plateaux de calcaire et des plaines limitées:1.
Le point le plus haut de la ville culmine à 146 mètres au point de rencontre de Ginowan avec Nakagusuku et Nishihara:2.
Les rivières principales sont la rivière Hiraya-gawa qui sert de frontière avec Urasoe et Nishihara et la rivière Futenma-gawa qui sert de frontière avec Chatan, Kitanakagusuku et Nakagusuku :2. Les rivières Ujidomari-gawa et Machinato-gawa sont également importantes.
La roche-mère de lutite appelée « kucha », de la formation Shimajiri (Néogène), qui sert de socle aux formations calcaires plus jeunes, est visible dans une partie de l’est de la ville, à la frontière avec le village de Nakagusuku:2.
À l’exception de la bande littorale qui est occupée par des dépôts alluvionnaires, la majeure partie de la ville (2/3) consiste en plateaux de calcaire de Ryūkyū qui forment jusqu’à quatre niveaux de terrasses littorales installées au dessus du socle de lutite,:1. 
Sur l’île d’Okinawa, les terrasses littorales sont divisées en terrasses basses, moyennes et hautes ; la ville de Ginowan comporte des terrasses de types basses et moyennes uniquement:1. 
Cet environnement calcaire fortement karstique est à l’origine des nombreuses grottes et  sources de la ville:9. 
Les sols qui se développent sur les plateaux calcaires sont des sols argileux rougeâtres connus sous le nom vernaculaire de Shimajiri māji. Les sols détritiques directement issus de la roche mère de lutite dans l’est de la ville portent le nom vernaculaire de jāgaru:9.

### Occupation des sols
Le territoire de la ville est principalement occupé par des zones résidentielles (36.3 %), des bases militaires américaines (32.4 %) et des terres agricoles (8.5%):1:1,.
Le littoral est essentiellement dédié aux activités de loisir, touristiques et industrielles, avec notamment la présence du  Centre de Conventions d’Okinawa (en), du parc littoral de Ginowan (ja), de la plage Tropical Beach (ja) et de nombreux hôtels. 

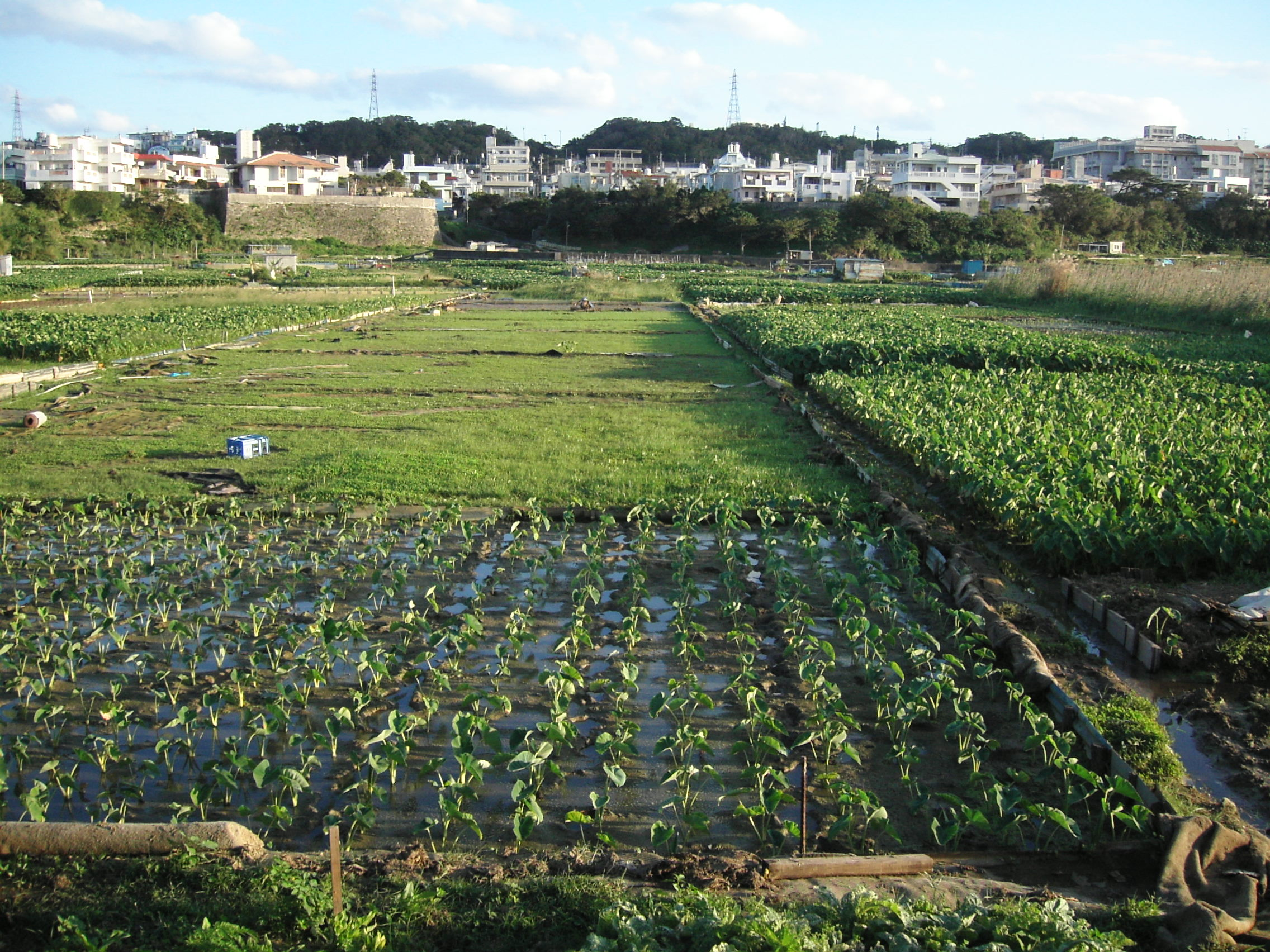
Champs inondés d’Ōyama

Les champs inondés d’Ōyama (ja) se développent entre la côte et la Route Nationale 58. Des plateaux se développent à l’est de la route 58, et des collines basses occupent la partie sud et est de la ville, qui borde les municipalités de Nishihara et Nakagusuku. 
La partie est, le long de la Route Nationale 330 est le cœur administratif de la ville, comportant l’hôtel de ville, la brigade des pompiers, le bureau de distribution d’eau et le centre communautaire municipal. 
Les plateaux du centre de la ville sont occupés par la Base de Futenma et le nord de la ville par une partie du Camp Foster.
La base de Futenma occupe 4,83 kilomètres carrés, soit environ 25 % de la totalité du territoire de la ville. Le Camp Foster s’étend sur les territoires des municipalités de Ginowan, Okinawa, Chatan et Kitanakagusuku. Il occupe 1,6 kilomètres carrés du territoire de Ginowan. Les installations militaires représentent 32.4 % du territoire de la ville.

### Divisions administratives
La ville de Ginowan inclut dix-sept sections (azas) : 
- Aichi (愛知?)
- Aragusuku (新城?)
- Futenma (普天間?)
- Ganeko (我如古?)
- Ginowan (宜野湾?)
- Isa (伊佐?)
- Kakazu (嘉数?)
- Kiyuna (喜友名?)
- Maehara (真栄原?)
- Mashiki (真志喜?)
- Nagata (長田?)
- Nakahara (中原?)
- Nodake (野嵩?)
- Ōjana (大謝名?)
- Ōyama (大山?)
- Samashita (佐真下?)
- Ujidomari (宇地泊?)

### Municipalités limitrophes
Dans le sens des aiguilles d’une montre, en partant du nord, Ginowan est entourée des municipalités de:1, : 
- Chatan
- Kitanakagusuku
- Nakagusuku
- Nishihara
- Urasoe

### Démographie
Au 31 mai 2025, la population de Ginowan était estimée à 100 297 habitants.

### Climat
La ville de Ginowan est située dans la zone subtropicale avec une température moyenne annuelle de 23,8 °C. Les précipitations sont abondantes avec une moyenne annuelle entre 1800 et 2 500 millimètres. Elles sont particulièrement importantes au printemps et en été. Les typhons sont fréquents en été et en automne:2,.

## Histoire

### Paléolithique

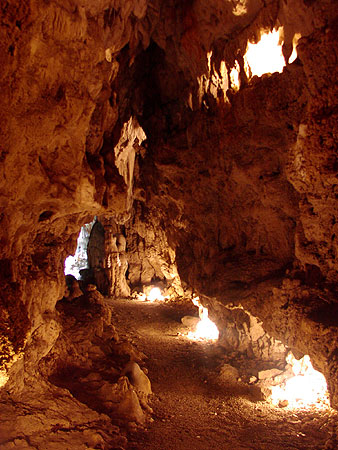
Grotte du sanctuaire de Futenma

Le territoire de la ville de Ginowan est occupé dès le Paléolithique, comme l'atteste la découverte en 1964 d’ossements humains (fragment de mandibule d’un individu mâle d’une vingtaine d’années) dans la grotte d’Ōyama (大山洞穴), datés d’environ 18000 ans avant le présent (Homme d’Ōyama (大山洞人)):2. Des restes de plusieurs espèces de cerfs fossiles de la même période ont également été trouvés dans la grotte du sanctuaire de Futenma (普天間宮洞穴遺跡) ou la grotte Teragama de Kakazu (嘉数テラガマ洞穴遺跡):3,:2. Aucun vestige autre que ces ossements fossiles (outils, habitat…) n’a été trouvé pour le période Paléolithique:2.
La ville de Ginowan compte de nombreuses autres grottes présentant les mêmes caractéristiques qui n’ont pas encore été l’objet de fouilles archéologiques:11.

### Période Kaizuka
Le territoire de la ville de Ginowan comporte plus de soixante-dix sites archéologiques de la période Kaizuka:1, certains datés du Kaizuka Ancien Phase I entre 7000 et 6000 ans avant le présent, comme le site d’Aragusuku Shichabaru 2 (新城下原第二遺跡) sur lequel ont été mis au jour des tessons de poterie Yabuchi (type Nantō-tsumegatamon):3.
L’amas coquillier d’Ōyama (大山貝塚) a donné son nom a un type de poterie caractéristique du Kaizuka Ancien Phase IV, et est classé site historique national (国指定史跡):8.
Les vestiges d’habitats sont particulièrement nombreux à partir de la période du Kaizuka Ancien Phase IV. Pendant le Kaizuka Ancien Phases IV et V, les sites archéologiques se concentrent à la bordure ou au pied des collines calcaires faisant face au littoral, avec l’habitat au sommet de la colline et le dépotoir au pied de la falaise, comme c’est le cas pour l’amas coquillier de Kiyuna (喜友名貝塚) et le site de Kiyuna Yamakawabaru 9 (喜友名山川原第九遺跡) (habitats), associés au site de Kiyuna Yamagābaru 1 (喜友名山川原第一遺跡) et à celui de Kiyuna Yamakawabaru 5 (喜友名山川原第五遺跡) (dépotoirs):11.
Le site de Kiyuna Agaribarunubataki (喜友名東原ヌバタキ遺跡), du Kaizuka Ancien Phase V est un site d’habitat qui comporte les vestiges d’une vingtaine habitations semi-enterrées et pavées, dont certaines de grande taille sont interprétées comme des bâtiments communautaires:3,:3, 7.
Le site de Mashiki Azamabaru 1 (真志喜安座間原第一遺跡), daté de la même période est quant à lui un site funéraire qui a livré quarante-quatre tombes à inhumation. Le site (classé au niveau municipal) de la grotte d’Ōyama Mayāgama (大山マヤーガマ洞穴遺跡) est également un site funéraire qui montre une utilisation constante pendant le Kaizuka Ancien Phase IV et Phase V:3.
Pendant le Kaizuka Récent, les groupes humains se déplacent vers les sites le long de la côte, spécialement sur les dunes littorales. Les sites de Mashiki Azamabaru 1 et 2 présentent pour cette période des vestiges de villages avec des habitations semi-enterrées ou de surface. L’utilisation simultanée d’habitations semi-enterrées et de surface est également attestée sur des sites du Kaizuka Récent extérieurs à Ginowan, tels l’amas coquillier de Nagarabaru Ouest ou l’amas coquillier d’Akajangā:3. 

### Période Gusuku
Le nombre de sites augmente lors de la période Gusuku. Ils se déplacent de nouveau depuis les zones littorales vers le sommet des collines. Des habitats s’installent dans des zones jusque là inoccupées:11. 
Pour le début de la période Gusuku, le site de Mashiki Ishichā 1 (真志喜石川第一遺跡) a livré des vestiges de bâtiments accompagnés de mobilier importé (pots en stéatite importés de Kyūshū au Japon et céramique Kamuiyaki importée de l’île de Tanegashima, porcelaine blanche importée de Chine). 
L’abondance en eau et la topographie naturelle en terrasse ont fait de Ginowan une terre propice au développement de rizières pendant la période Gusuku (site d’Aragusuku Shichabaru 2) :2.
Les gusukus sont rares sur le territoire de Ginowan. On compte neuf sites qui contiennent le terme « gusuku » dans leur nom, mais la plupart d’entre eux ne semblent pas avoir été des forteresses. Tous sont de petite ampleur.
La tradition veut que le gusuku de Kiyuna (喜友名グスク) dont les vestiges étaient bien conservés jusqu’à la fin de la seconde guerre mondiale (murs de pierres et portes), ait livré bataille contre le gusuku d’Ichi à Chatan:2.

### Royaume Ancien
La fin du XIVe siècle voit le développement de villages agricoles, comme le site de Mashiki Muikābaru 1 (真志喜森川原第一遺跡) ou celui de Isa Mēbaru 1 (伊佐前原第一遺跡). 
Le village retrouvé dans le site de Mashiki Muikābaru 1 est considéré comme celui de la famille Okuma, dont Satto, l’un des rois de Chūzan est issu. Le complexe de tombes anciennes de Ujidomari Hantanushicha inclut la tombe d’Okuma Noro, également liée à cette famille royale. 
Le village d’Isa Mēbaru 1 comporte une aire funéraire à proximité de l’aire résidentielle, une caractéristique que l’on retrouve également sur le site de Kushikanekubaru à Chatan et qui pourrait être une influence culturelle venue du Japon:3.

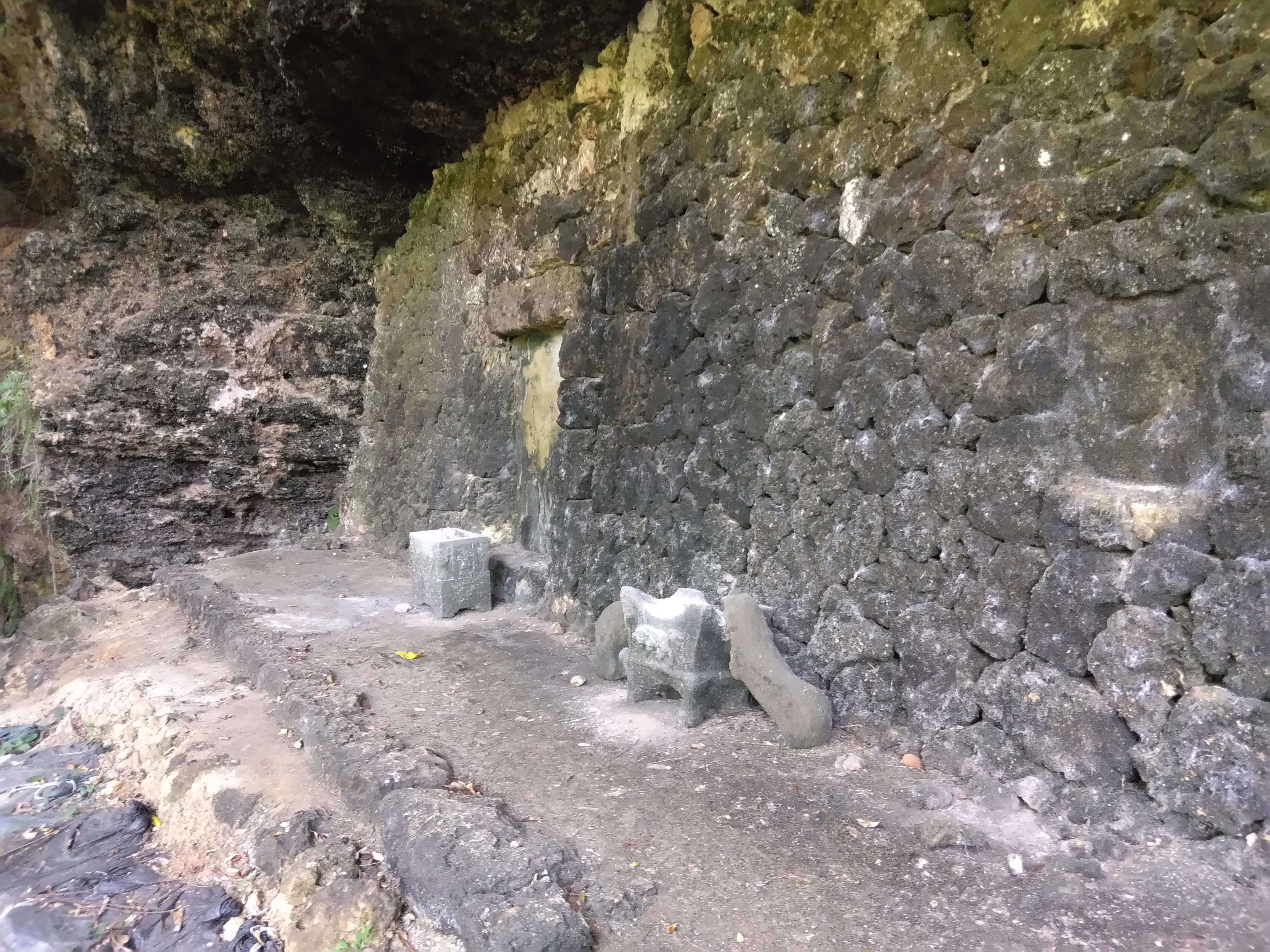
Tombe Oroku-baka

Le XVe siècle voit la mise en place des pratiques funéraires ryūkyūanes telles qu’elles existent encore aujourd’hui avec le dépôt secondaires des ossements humains dans des jarres funéraires (zushis) installées dans les tombes utilisant des grottes naturelles ou creusées dans les falaises calcaires, qui évolueront vers des tombes construites en pierre de taille. La tombe de ce type la plus ancienne attestée à Ginowan est la tombe Oroku-baka, dont une des urnes funéraires est datée de 1494 (par l’inscription funéraire sur l’urne). Elle atteste de la présence d’une noblesse territoriale à Ginowan, malgré l’absence de gusukus majeurs:4.

### Période moderne ryūkyūane (Kinsei Ryūkyū)
Le magiri de Ginowan a été crée en 1671 par la réunion de treize villages qui appartenaient auparavant aux magiris d’Urasoe, Nakagusuku et Chatan et un village nouvellement fondé : 
- Urasoe : Kayoku (かよく?), Giwan (宜湾?), Kamiyama (かミ山?), Kakazu (加数?), Shana (志ゃな?), Ōshana (大志ゃな?), Uchimina (内ミな?), Kiyuna (喜友名?), Aragusuku (あら城?) et Isa (いさ?).
- Nakagusuku : Mēfutema (前ふてま?) et Terafutema (寺ふてま?).
- Chatan : Akina (あきな?).
- Nouveau village : Mashiki (真志喜?)[5]:2,[2].

Le magiri a été créé pour servir de fief au septième fils de Shō Shitsu, Shō Kōzen Ginowan Wōji Chōgi:11. 
Si le magiri de Ginowan est créé en 1671, les villages qui le composent apparaissent dans les documents administratifs du royaume et dans diverses inscriptions dès le XVIe siècle, alors qu’ils appartiennent à d’autres magiris:3.
Le village de Jana (謝名), alors appelé Shana (志ゃな) est mentionné sur l’inscription de la stèle de la porte Suietsugi (添継御門) du château de Shuri datée de 1546 : « le grand administrateur de Shana » (志ゃな大やくもい,  Shana Ufuyakumoi), dans les documents généalogiques de la famille Takayama du clan Katsu datés du règne du roi Shō Gen :  « l’administrateur de Jana du magiri d’Urasoe » (浦添間切謝名地頭職), dans les documents généalogiques de la famille Kuba du clan Eki datés de la deuxième moitié du XVIe siècle :  « l’administrateur de Gushikawa à Jana » (謝名具志川地頭職), dans les documents généalogiques de la famille Onaga du clan Mu datés de 1668 :  «changement de nom de Jana vers Takara pour l’administrateur de Jana » (謝名地頭 ・謝名姓から高良姓に改名).
Le village de Futenma (普天間), alors appelé Futema (ふてま) est mentionné sur un mandat adressé au juge de Nakijin (今帰仁掟) daté de 1559 : « Futema, du magiri de Nakagusuku »  (中くすくまきりふてま,  Nakagusuku makiri futema), sur la liste des vassaux du sceau du Royaume de Ryūkyū datée de 1613 :  « village de Futenma du magiri de Nakagusuku » (中城間切普天間村), dans les documents généalogiques de la famille Itakazu du clan Mō datés de 1626 :  «  l’administrateur de Futenma du magiri de Nakagusuku » (中城間切普天間地頭職).
Le village de Kakazu (嘉数), alors appelé Kakasu (加賀寿) est mentionné dans les documents généalogiques de la famille Nerome du clan Yu datés de l’ère Wanli :  « l’administrateur de Kakasu du magiri d’Urasoe » (浦添間切加賀寿地頭職).
Le village de Kiyuna est mentionné dans les documents généalogiques de la famille Maekawa du clan A datés de 1604 :  « l’administrateur de Kiyuna du magiri d’Urasoe » (浦添間切喜友名地頭職), ceux de la famille Gima du clan Sai datés de 1652 :   « l’administrateur de Kiyuna du magiri d’Urasoe » (浦添間切喜友名地頭職).
L’Omorosōshi, compilé en 1623, mentionne les villages de Ginowan (ぎのわん), Kakasu (かかす), Chana (ぢゃな) et Isa (いさ).
Dans le Ryūkyū-koku yurai-ki publié en 1713, Giwan est devenu Ginowan, Kayoku est devenu Ganeko, Uchimina est devenu Ujidomari, Akina est devenu Aniya, Mēfutema est devenu Nodake, Terafutema est devenu Futenma et Shana est devenu Jana Gushikawa :3. 
Dans le Ryūkyū-koku kyū-ki publié en 1731, Jana Gushikawa est appelé Gushikawa-ōyama et Ujidomari est de nouveau appelé Uchiminato:3.
Le territoire de la ville de Ginowan a livré de nombreuses bornes d’arpentages qui ont été installées pendant le grand levé cadastral de l’ère Qianlong entre 1737 et 1750 qui a permis de cartographier précisément tout le royaume:11. 

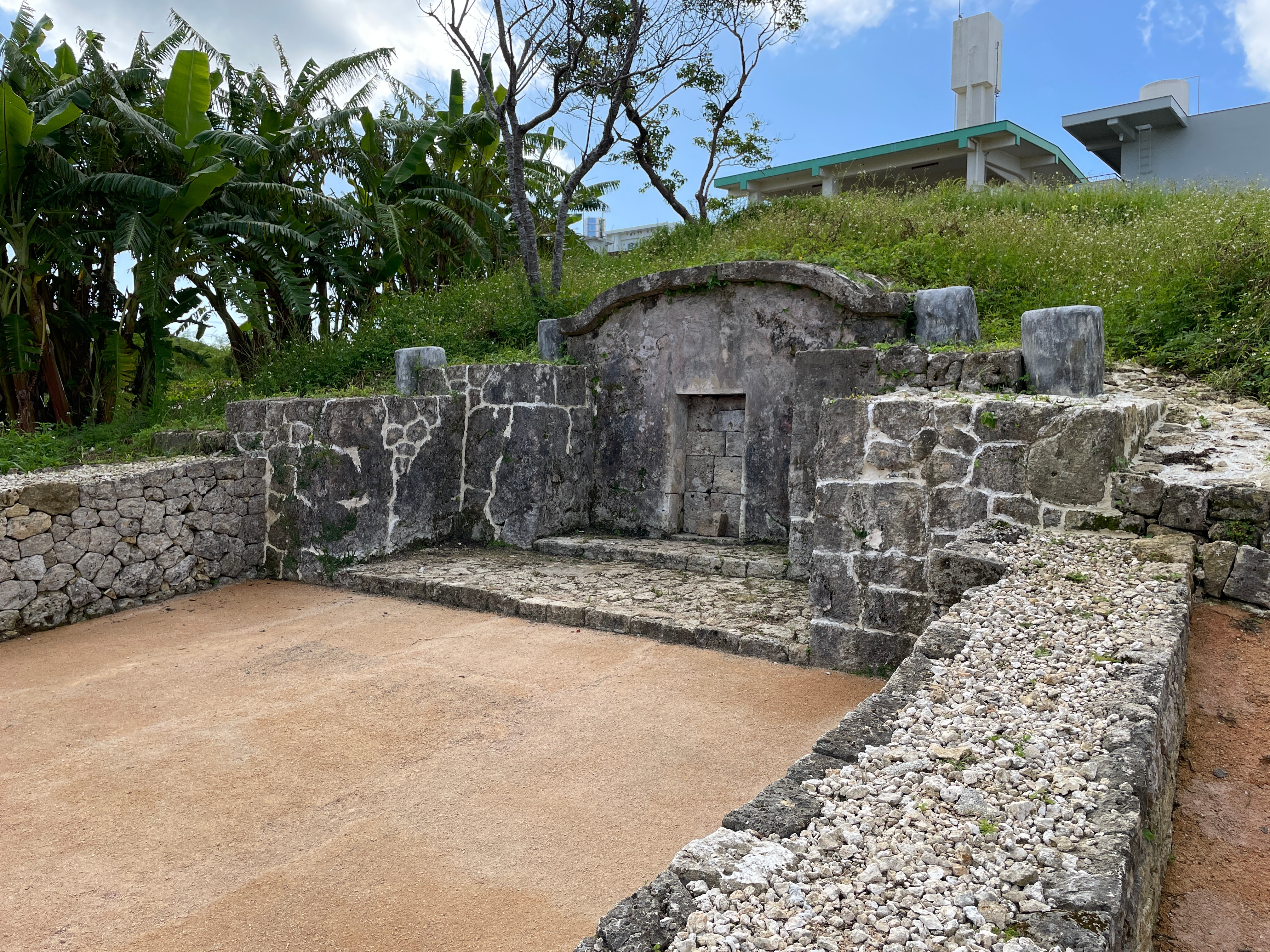
Tombe de la famille Motobu Udun

La ville de Ginowan comporte également l’une des plus anciennes tombes à carapace de tortue de l’île d’Okinawa, la tombe de la famille Motobu Udun à Ganeko. Cette tombe est datée de 1687. La tombe de la famille Ue, qui appartient au complexe de tombes anciennes de la colline orientale d’Ōyama, est datée de 1699:5.

### Période contemporaine okinawaïenne (Kindai Okinawa)
En 1879, le village de Ginowan accueille le bureau administratif du district de Nakagami, puis le bureau du comité d’éducation du district alors que le village de Futenma accueille le centre expérimental agricole de la préfecture : Ginowan devient le centre politique, économique et éducatif du centre de l’île d’Okinawa,,. 
En 1908, le magiri de Ginowan est renommé village de Ginowan (宜野湾村, Ginowan-son).
La ligne de chemin de fer Naha-Kadena ouverte en 1922 passe par Ginowan (gares d’Ōjana, Mashiki et Ōyama):13.
En 1939,  les noms des villages traditionnels se figent dans leur forme actuelle et sept yāduis installées sur les territoires des différents villages accèdent au statut d’aza (字) : Maehara, Shimashi, Nagata, Aichi, Akamichi, Nakahara et Uehara:3. 
Une large partie du territoire du village de Ginowan est réquisitionné par les forces japonaises pendant la guerre, notamment pour la construction de l’aérodrome de Futenma.

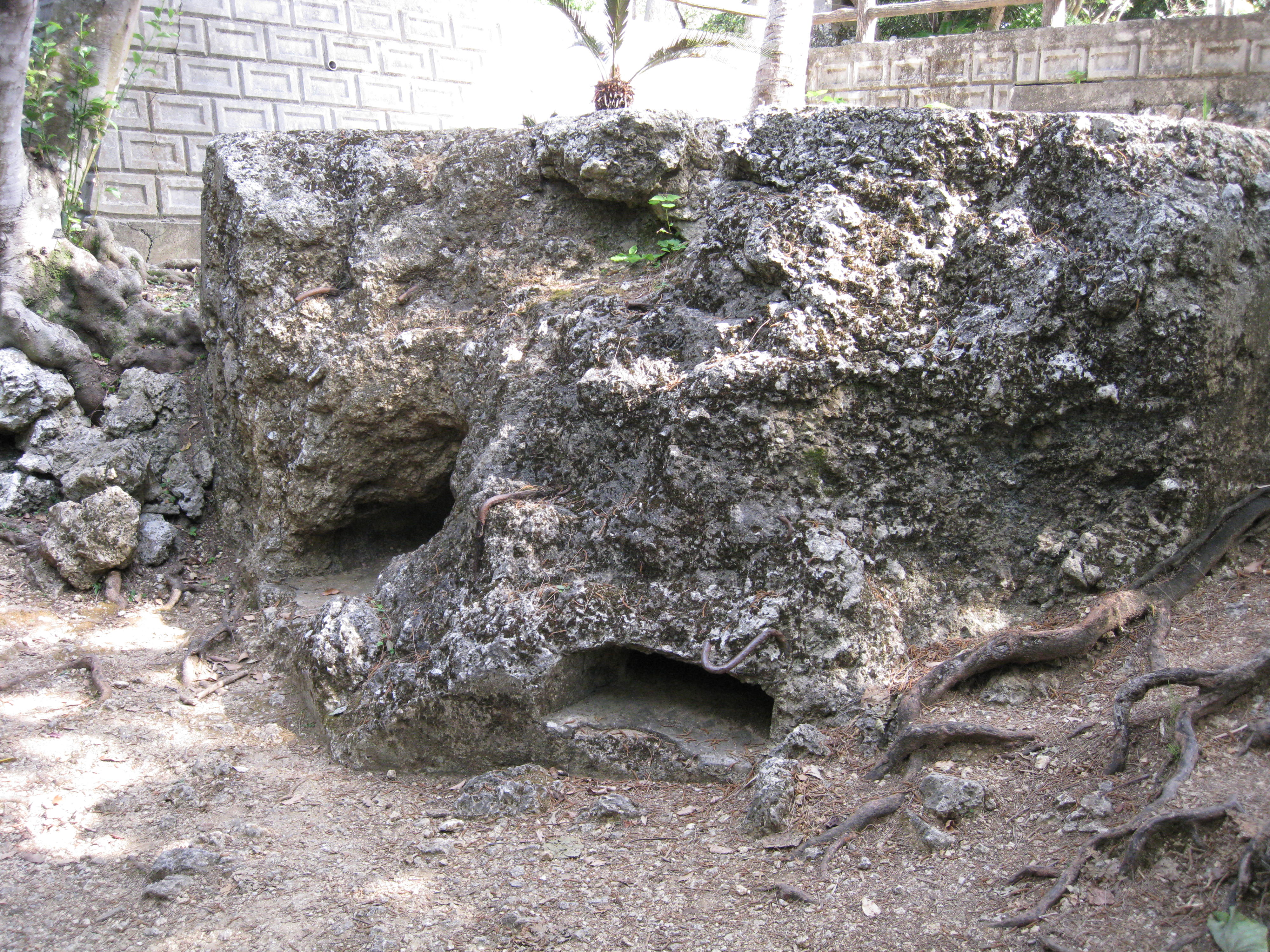
Bunker détruit lors des affrontements sur le plateau de Kakazu

Ginowan est le théatre d’affrontements violents lors de la seconde guerre mondiale, notamment lors de la bataille du plateau de Kakazu (ja). Avec l’avancée des troupes américaines, les civils sont progressivement envoyés dans des camps de concentration. 
L’aza de Nodake devient un camp de concentration pour les réfugiés de la région. Cette zone devient le centre de la reconstruction de la ville après la guerre. En raison de l’afflux démographique l’unité administrative est brièvement nommée « ville de Nodake » (野嵩市) avant que l’administration américaine confirme le vocable de « village de Ginowan » en 1946. 

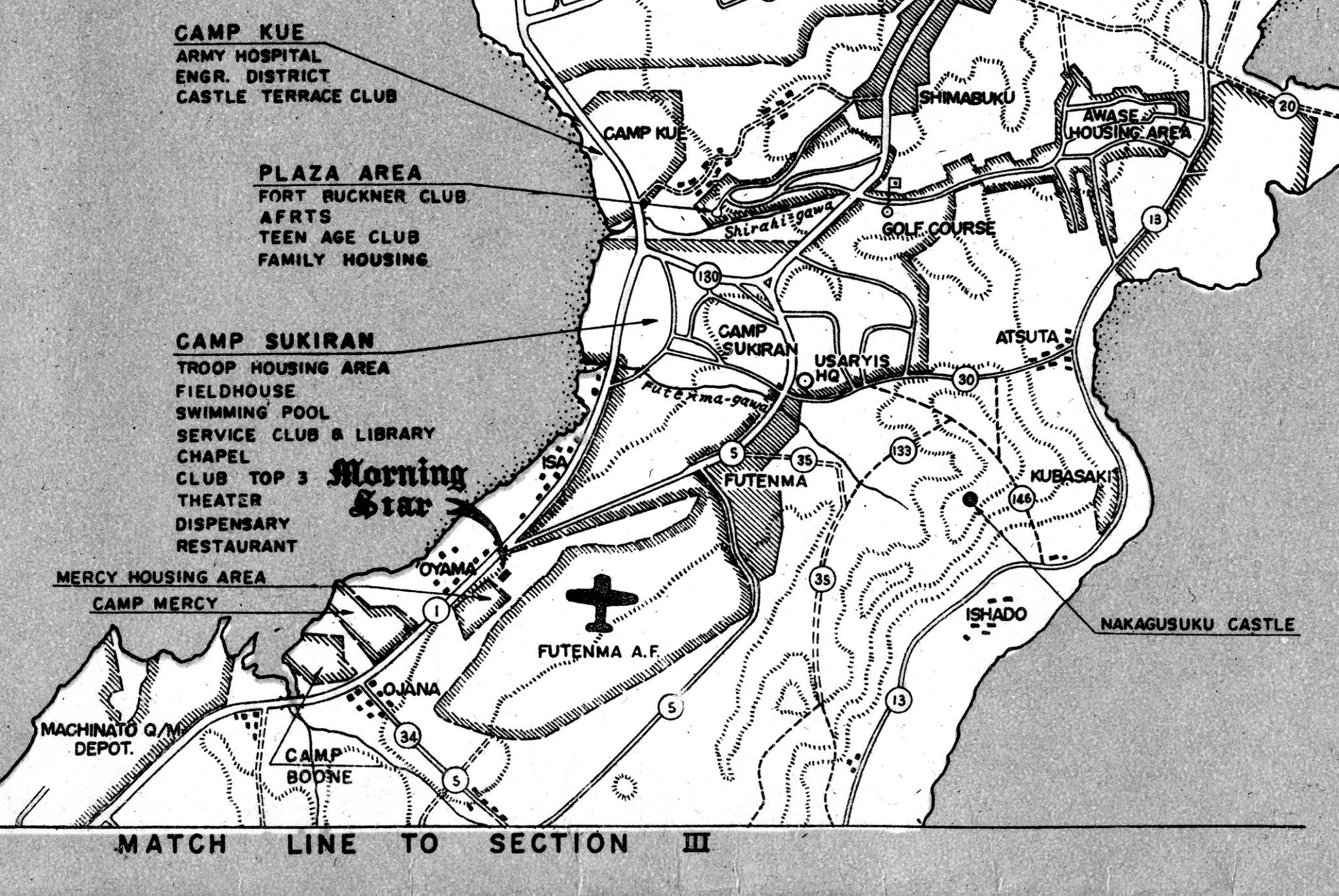
Carte de Camp Boone et Camp Mercy, 1959

Après la fin de la guerre, les forces américaines installent des bases sur la totalité du territoire de l’île d’Okinawa. À Ginowan, elles expulsent les résidents pour construire la base de Futenma (réutilisation d’un aérodrome construit pendant la guerre par les forces japonaises), Camp Zukeran (actuellement Camp Foster), Camp Boone (ja), Camp Mercy (ja),et la zone résidentielle de Mercy.

### Histoire récente
En 1955, les azas sont devenus des secteurs (区), et le secteur de Samashita est nouvellement créé:3. 
En 1960, un hélicoptère de l’armée américaine s’écrase sur le village de Ginowan.
Le 1er juillet 1962 le village de Ginowan devient la ville de Ginowan,.
La rétrocession des terres saisies par les forces américaines commence en 1969 avec 2 000 mètres carrés appartenant au Camp Boone. Le reste du Camp Boone est rétrocédé en 1974 avec 62 000 mètres carrés appartenant au Camp Mercy. La totalité du Camp Mercy est rendue en 1976 quand ses fonctions sont transférées au Camp Kuwae de Chatan,. 
En 1971, alors qu’Okinawa est toujours sous administration américaine, le lycée de Futenma participe au tournois de baseball lycéen japonais du Kōshien.
En 1980, un avion de l’armée américaine s’écrase sur la base de Futenma.
En 1993, une réforme administrative supprime les secteurs de Kamiyama et Aniya (intégralement à l’intérieur des bases militaires américaines), Shimashi, Akamichi et Uehara:3.
En avril 1996, les gouvernements japonais et américains s’entendent pour la rétrocession des terres de la base de Futenma.

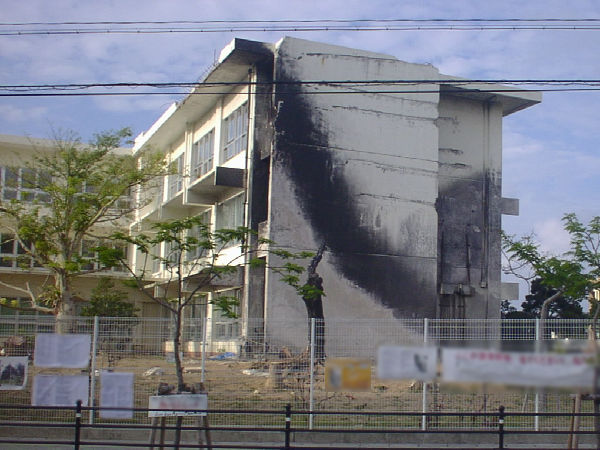
Traces du crash de l'hélicoptère sur un des bâtiments de l'université internationale d'Okinawa

Le 13 août 2004, un hélicoptère de l’armée américaine s’écrase sur l’université internationale d’Okinawa (ja).
Le 31 mars 2016, une partie du Camp Foster est rétrocédée à la ville de Ginowan (district de Nishifutenma):13.

## Économie
Avant la seconde guerre mondiale, Ginowan est un important centre de production de canne à sucre,. 
Actuellement, l’activité agricole est en récession, mais les productions de canne à sucre et de fleurs à destination du marché japonais sont encore pratiquées. 
Le taro (田芋, tanmu) est une spécialité agricole de la ville. La production d’Ōyama représente 70 % de la production totale de la préfecture. 

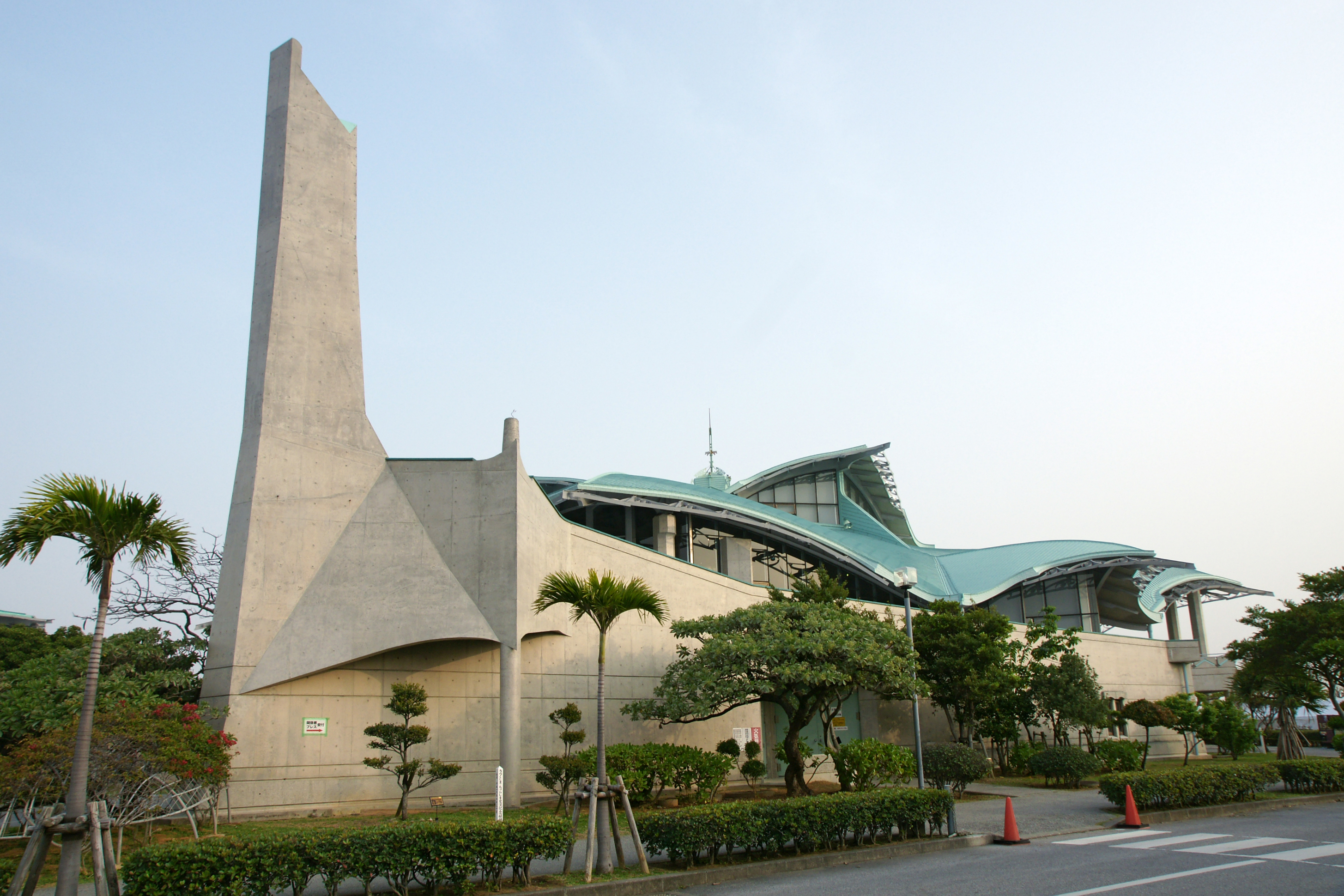
Centre de conventions d’Okinawa

Une zone d’activités économiques s’est récemment développée sur le littoral occidental avec la construction centre de conventions d’Okinawa en 1987, qui a été suivie par l’installation d’un port de loisirs, de nombreux hôtels et d’enceintes sportives. 
Dû à la présence de l’université internationale d’Okinawa et à la proximité de l’université des Ryukyus, Ginowan également a une forte image de ville étudiante.

## Éducation

### Enseignement supérieur
La ville de Ginowan accueille cinq établissements d’enseignement supérieur :

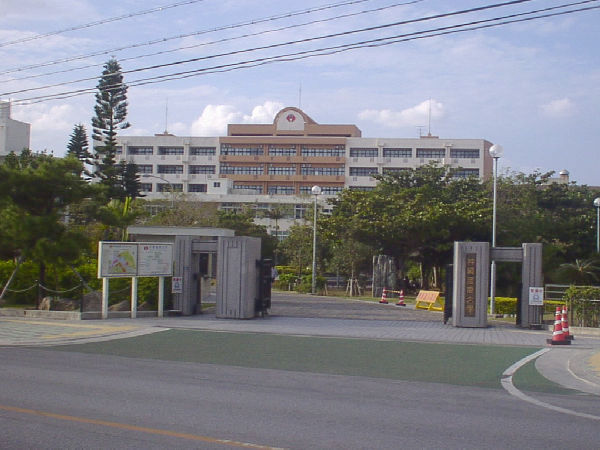
Université internationale d'Okinawa

- l’Université internationale d'Okinawa, fondée en 1972[1],
- le Pacific Techno-college (パシフィックテクノカレッジ?) à Mashiki,
- l’Académie SOLA (SOLA学園?) à Ōyama,
- la faculté d’éducation Ikusei (育成保育カレッジ学院?) à Ujidomari,
- le campus de Futenma du Sci-tech College (ja) à Futenma.

### Lycées
La ville compte trois lycées publics et deux lycées privés :
- le lycée préfectoral de Futenma (ja),
- le lycée préfectoral de Ginowan (ja),
- le lycée commercial de Chūbu (ja),
- le lycée catholique d’Okinawa (ja) et
- le campus d’Okinawa du lycée Nihon Wellness (ja).

### Collèges
La ville de Ginowan compte quatre collèges publics et un collège privé :
- le collège municipal de Kakazu (ja),
- le collège municipal de Ginowan (ja),
- le collège municipal de Mashiki (ja),
- le collège municipal de Futenma (ja) et
- le collège catholique d’Okinawa (ja).

### Écoles maternelles et primaires
Ginowan compte neuf écoles maternelles et primaires municipales et une école maternelle et primaire privée.

## Transports

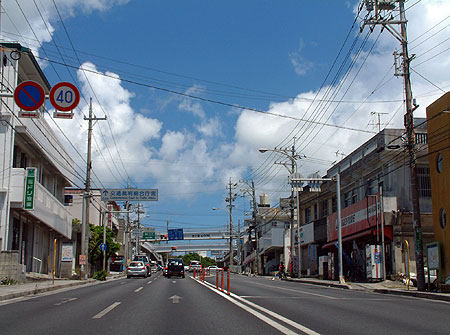
Route 330 à Ganeko

Ginowan est traversée par les artères principales de l’île d’Okinawa que sont les routes nationales 58 (en) et  330 (en). Les grandes artères qui sillonnent la ville de Ginowan permettent un accès aisé aux échangeurs autoroutiers de Kitanakagusuku et Nishihara de l’autoroute d’Okinawa (en).
Le tronçon Ginowan – Kitanakagusuku de la route préfectorale 81 qui va de Toguchi dans Kitanakagusuku à Isa dans Ginowan permet de traverser l’île d’est en ouest entre la base de Futenma au sud et le Camp Foster au nord. 
La ville inclut aussi une partie de la route préfectorale 34 qui traverse également l’île d’est en ouest en passant au sud de la base de Futenma.

## Miscellanées
L’arbre symbole de la ville de Ginowan est l’ébène noire (Diospyros ferrea) (depuis le 11 janvier 1996).
L’arbre à fleurs symbole de la ville de Ginowan est l’ixora chinoise (Ixora chinensis) (depuis le 9 décembre 1975). 
La fleur symbole de la ville de Ginowan est le chrysanthème (depuis le 9 décembre 1975) .
Les déclarations officielles de la ville incluent :
- une déclaration de ville en bonne santé (健康都市宣言?) effectuée le 1er juillet 1964,
- une déclaration de ville de paix (平和都市宣言?) effectuée le 18 mars 1985
- une déclaration de ville de parité de genre (男女共同参画都市宣言?) effectuée le 30 janvier 2010[2].

En raison de l'enfouissement de substances chimiques pratiqué par l'armée américaine à Okinawa, l'eau du robinet est 4,2 fois plus toxique à Ginowan que dans le reste du Japon

## Personnalité liée à la ville
- Mitsuo Matayoshi (1944-2018), homme politique

## Musées

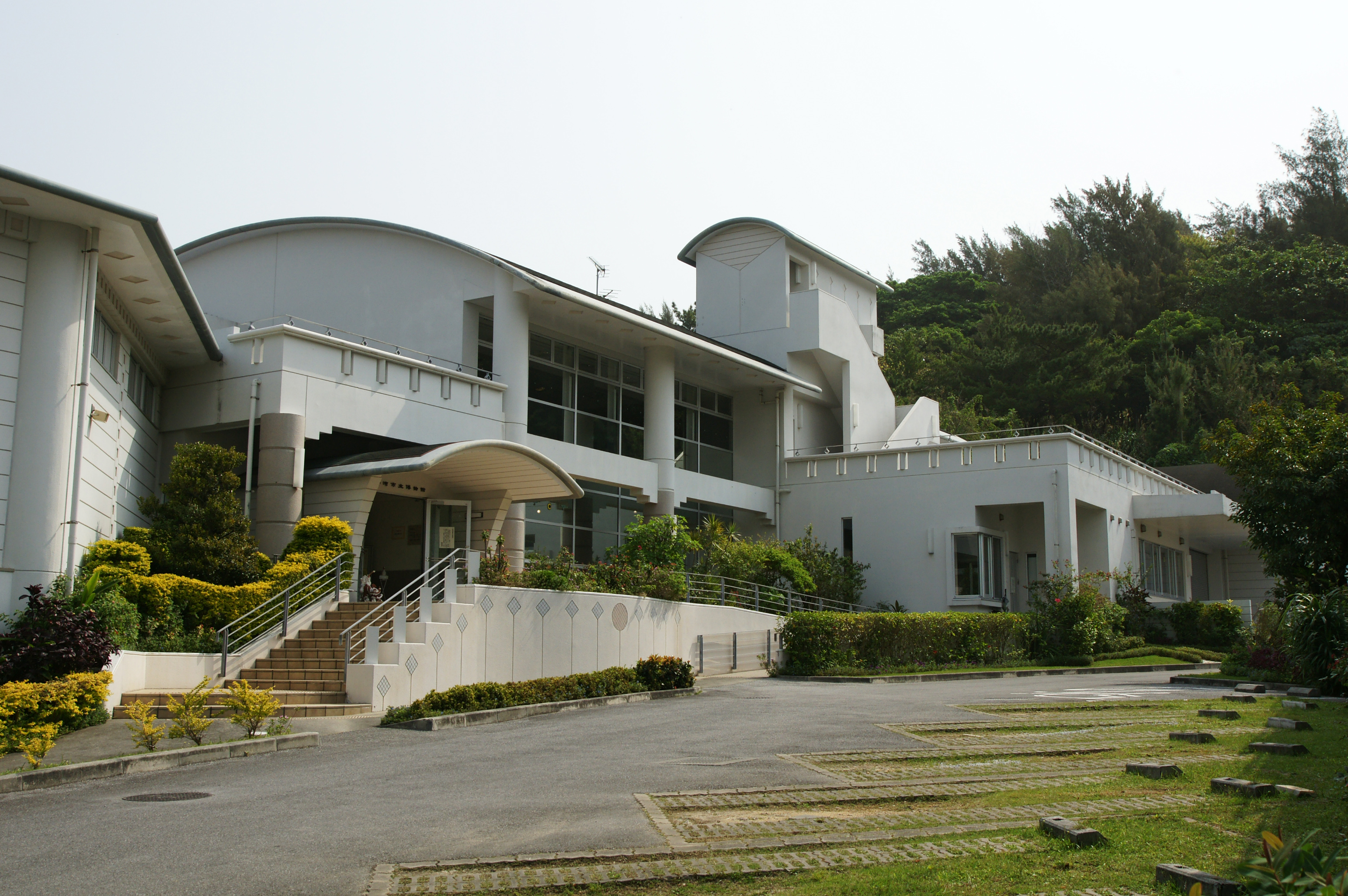
Musée municipal de Ginowan

- Musée municipal de Ginowan (en)
- Musée d'art Sakima (en)

## Temples et sanctuaires

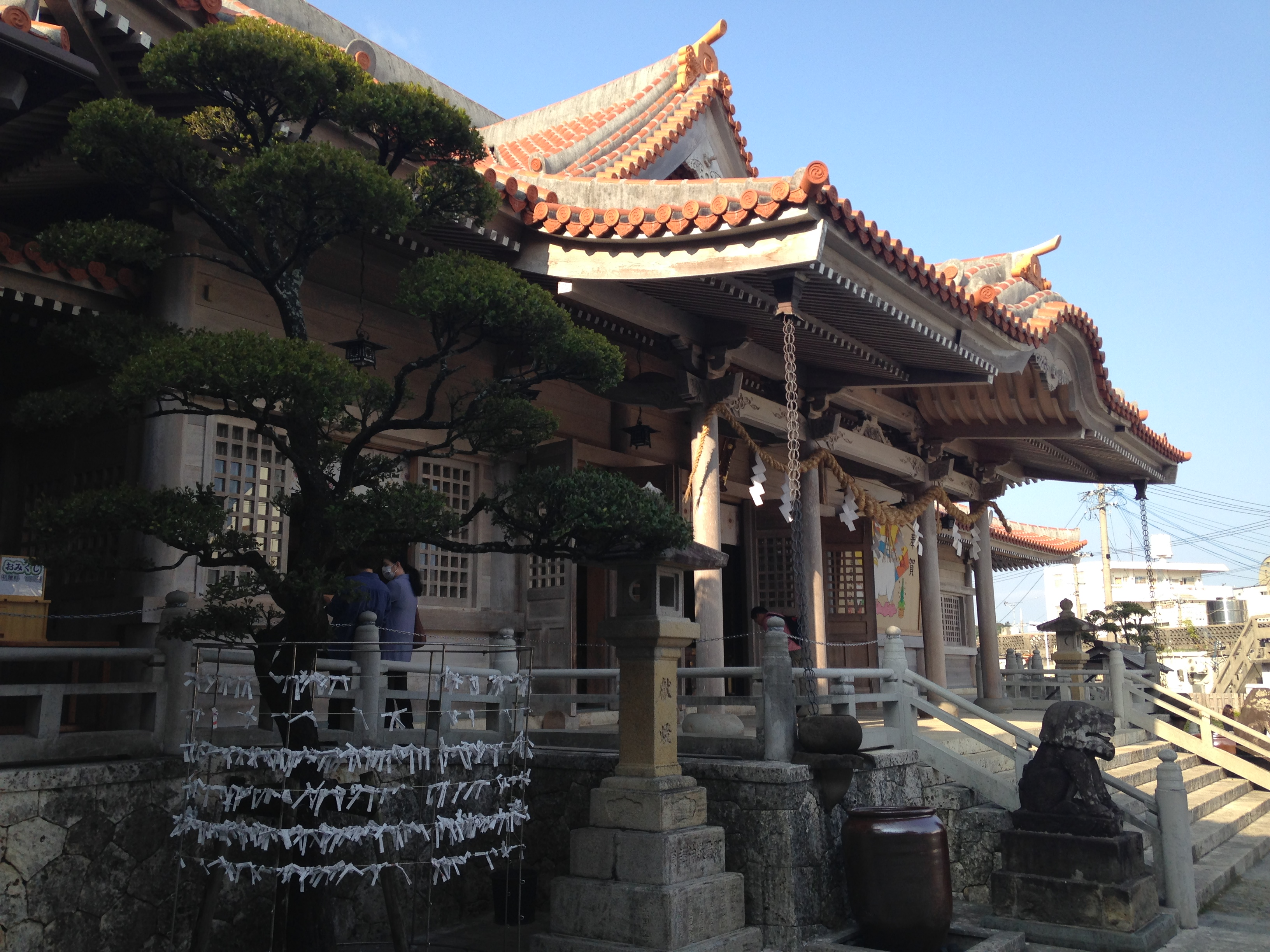
Sanctuaire Futenma-jingū

- Sanctuaire Futenma-jingū
- Temple Futenmanzan Jingu-ji

## Patrimoine culturel et naturel
La ville de Ginowan compte vingt-trois éléments désignés ou enregistrés comme patrimoine matériel, culturel ou naturel, au niveau national, préfectoral ou municipal.
- Nom (japonais) (type d’enregistrement)

### Patrimoine matériel

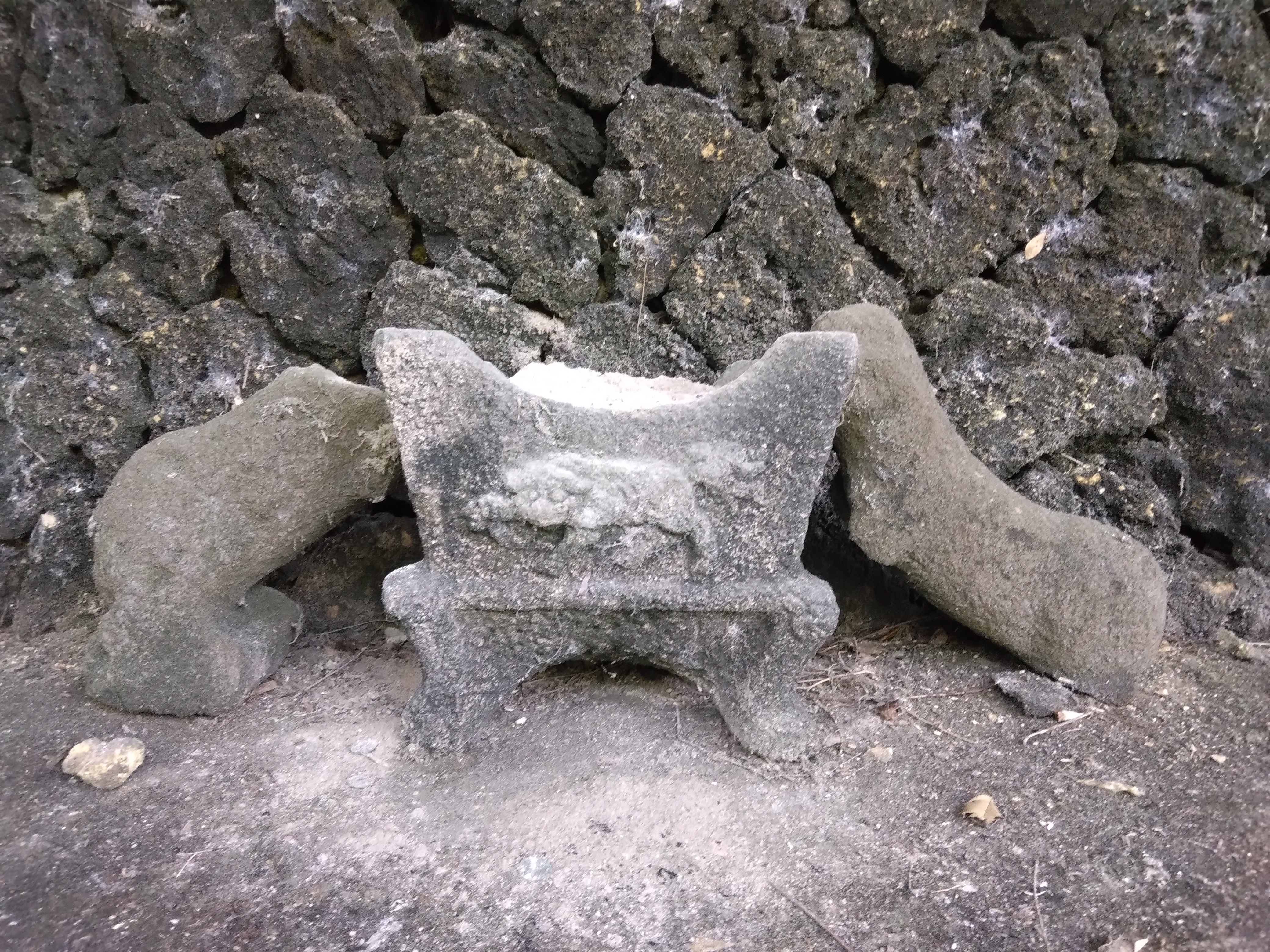
Brûle-encens et lions de pierre de la tombe Oroku-baka

- Brûle-encens en pierre de la tombe Oroku-baka (小禄墓石彫香炉?) (Municipal)
- Carte du cadastre de l’époque Meiji (明治土地台帳附属地図?) (Municipal)
- Documents de la famille Sakima de Makishi (真志喜佐喜真家文書?) (Municipal)
- Lions en pierre de la tombe Oroku-baka (小禄墓石彫獅子?) (Municipal)
- Site de la grotte Mayā-gama à Ōyama (大山マヤーガマ洞穴遺跡?) (Municipal)
- Source Chunnā-gā (喜友名泉?) (National)
- Tombe de la famille Motobu Udun (本部御殿墓?) (Municipal)
- Tombe Oroku-baka (小禄墓?) (Préfectoral)
- Zushi en pierre de la tombe Oroku-baka (小禄墓内石厨子?) (Préfectoral)

### Patrimoine ethnologique

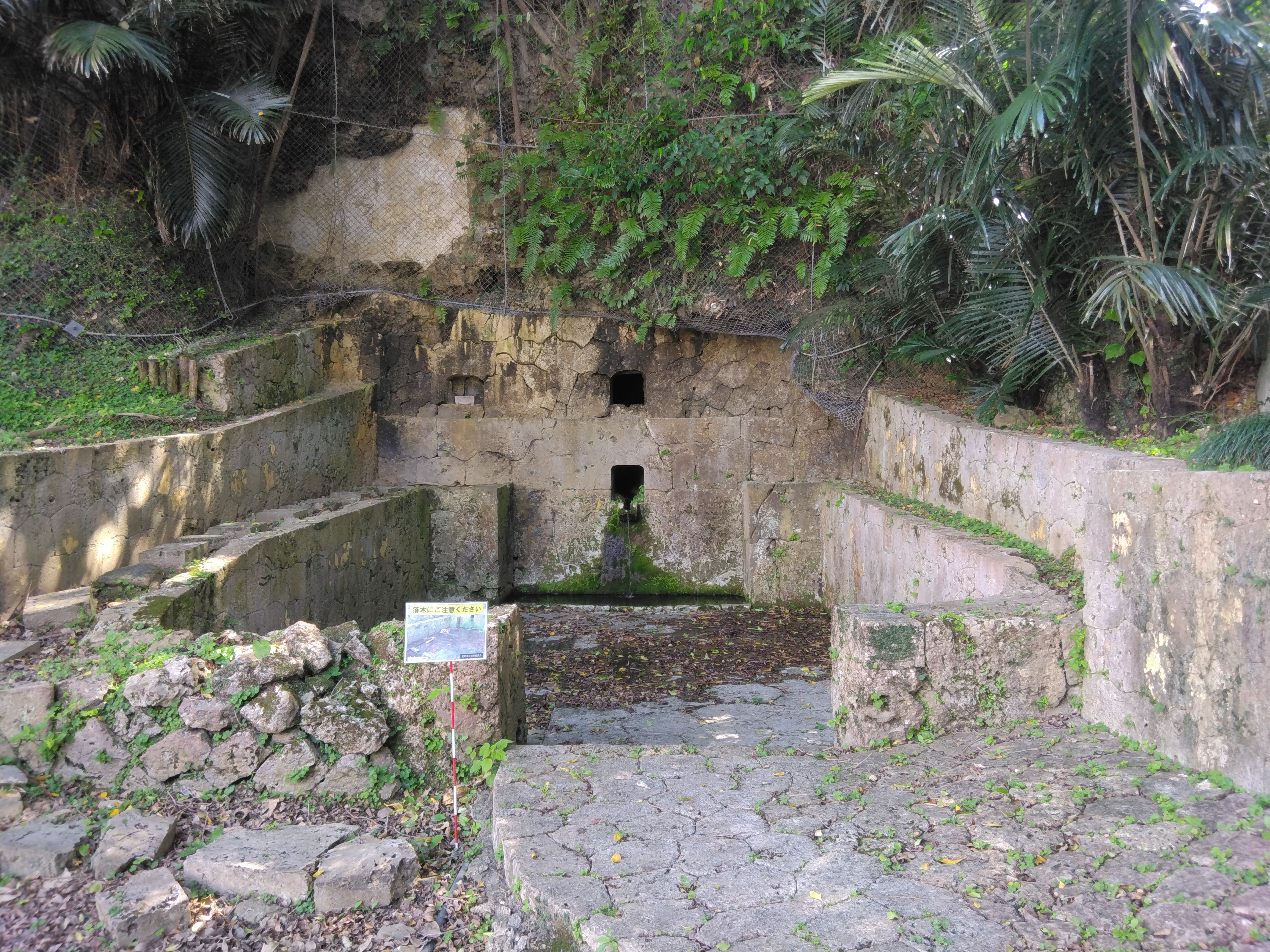
Ganeko Hījā-gā

- Lions en pierre de Kiyuna (喜友名の石獅子群?) (Municipal)
- Source Hījā-gā de Ganeko (我如古ヒージャーガー?) (Municipal)
- Source Nūru-gā de Kamiyama / Aichi (神山・愛知ヌールガー?) (Municipal)

### Sites historiques
- Amas coquillier d’Ōyama (大山貝塚?) (National)
- Borne d’arpentage d’Isa, portant l’inscription "WA Taketaubaru"  (伊佐「ワ たけたう原」銘の印部土手?) (Municipal)
- Inscription d’Iri-mui (西森碑記?)(Municipal)
- Route pavée de Nodake  (野嵩石畳道?) (Municipal)
- Source Kushi-nu-kā de Nodake (野嵩クシヌカー?) (Municipal)
- Source Mē-nu-kā d’Ōjana (大謝名メーヌカー?) (Municipal)
- Stèle commémorative de la construction du pont de Saaten-bashi à Isahama  (伊佐浜「新造佐阿天橋碑」?) (Municipal)
- Stèle du site sacré d’Ōyama Utaki (大山御嶽碑?) (Municipal)

### Lieux de beauté pittoresque
- Grotte de Futenma-gū (普天満宮洞穴?) (Municipal)
- Source Mori-no-kawa de la ville de Ginowan (宜野湾市森の川?) (Préfectoral)

### Monuments naturels
- Algues rouges d’eau douce d’Ōjana Mē-nu-kā (大謝名メーヌカー淡水紅藻?) (Municipal)